# Dušan Ivković
Dušan "Duda" Ivković (en alfabet cirílic serbi: Душан Дуда Ивковић; Belgrad, Sèrbia, 29 d'octubre de 1943 – 16 de setembre de 2021) va ser un jugador i entrenador professional de bàsquet serbi. Fou entrenador de la selecció de bàsquet de Iugoslàvia i de Sèrbia i Montenegro entre 1987 i 1995, i de la selecció de bàsquet de Sèrbia entre 2008 i 2013. Va ser president del club de bàsquet BKK Radnički.
El 2008 va ser nomenat un del 50 grans contribuïdors de la Història de l'Eurolliga. Fou elegit membre del Saló de la Fama de la FIBA el 2017. També fou nomenat Llegenda de l'Eurolliga el 2017.

## Carrera com a jugador
Ivković jugà al bàsquet a nivell professional en el club Radnički Belgrad de la primera divisió iugoslava entre 1958 i 1968.

## Carrera com a entrenador

### Clubs
Ivković ha entrenat dotze clubs durant la seua carrera: Partizan Belgrad, Aris Salònica, Radnički Belgrad, Šibenka, Vojvodina, PAOK, Panionios, Olympiacos, AEK Atenes, CSKA Moscou, Dynamo Moscou i Anadolu Efes.
La temporada 1996-97 va guanyar l'Eurolliga amb l'Olympiakos. El 2012 guanyà l'Eurolliga per segona vegada amb l'Olympiakos i fou nomenat entrenador de l'any de l'Eurolliga.
L'1 de juliol de 2016 Ivković es retirà oficialment com a entrenador professional.

### Internacional
L'estiu de 1983 Ivković fou l'entrenador principal de la selecció masculina de Iugoslàvia en l'Universiada d'Edmonton. Aquesta selecció, de la qual formava part Drazen Petrovic amb només 18 anys, aconseguí la medalla de plata.
Quatre anys més tard, amb prou feines tres semanes després de ser assistent de Krešimir Ćosić en l'EuroBasket 1987, Ivković dirigeix Iugoslàvia una altra vegada com a entrenador principal en l'Universiada de Zagreb. Allí l'equip va dominar el torneig i es va emportar la medalla d'or.
El 1987 Ivković va succeir definitivament Ćosić com a seleccionador de la selecció de Iugoslàvia. Després de la dissolució de Iugoslàvia va continuar com a seleccionador. Així, seguí com a seleccionador quan el 1992 la selecció únicament va passar a representar Sèrbia i Montenegro. Una vegada conclòs l'Eurobasket 1995, seria substituït en el càrrec per Željko Obradović.
Amb la selecció de Iugoslàvia i la de Sèrbia i Montenegro, va guanyar la medalla d'or en tres Eurobasket (1989, 1991 i 1995) i en el Campionat del Món de 1990. A més, obtingué la medalla de plata en els Jocs Olímpics de Seül de 1988.
Tornà a ser seleccionador entre 2008 i 2013, aquesta vegada amb la selecció de Sèrbia. En l'Eurobasket 2009 obtingué la medalla de plata.

## Palmarés

### Competicions de club
Com a entrenador
Competicions europees
- 2x Eurolliga: 1997, 2012
- Copa Saporta: 2000
- Copa Korać: 1979
- Copa ULEB: 2006

Competicions nacionals
- Lliga iugoslava: 1978-79
- Copa iugoslava: 1978-79
- 3x Lliga grega: 1991-92, 1996-97, 2011-12
- 4x Copa grega: 1996-97, 2010-11, 1999-00, 2000-01
- 3x Lliga russa: 2002-03, 2003-04, 2004-05
- Copa de Rússia: 2004-05
- Copa de Turquia: 2014-15
- Copa del president de Turquia: 2015-16

### Internacional
Com a entrenador
- Universiada 1983: medalla de plata

- Universiada 1987: medalla d'or

- Jocs Olímpics de Seül de 1988: medalla de plata

- EuroBasket 1989: medalla d'or

- Campionat del Món de 1990: medalla d'or

- EuroBasket 1991: medalla d'or

- EuroBasket 1995: medalla d'or

- EuroBasket 2009: medalla de plata

Com a entrenador ajudant

- Campionat d'Europa sub-18 1976: medalla d'or

- Campionat d'Europa sub-18 1977: medalla de plata

- Campionat d'Europa sub-18 1978: medalla de bronze

- Campionat d'Europa sub-18 1980: medalla de plata

- Campionat del Món de 1986: medalla de bronze

- Eurobasket 1987: medalla de bronze

- Jocs Olímpics Atlanta 1996: medalla de plata

- EuroBasket 1997: medalla d'or

- Campionat del Món de 1998: medalla d'or